# Health Technology Assessment
Health Technology Assessment (HTA) bzw. Medizintechnik-Folgenabschätzung bezeichnet einen auf wissenschaftlicher Evidenz basierenden Prozess zur systematischen Bewertung von Gesundheitstechnologien, Prozeduren und Hilfsmitteln, aber auch Organisationsstrukturen, in denen medizinische Leistungen erbracht werden. Die Bewertung selbst hat keine temporalen oder dynamischen Aspekte, sondern umfasst lediglich eine Beschreibung zeitinvarianter Merkmale. Im Zentrum der HTA steht insbesondere der therapeutische Mehrwert, den eine Gesundheitstechnologie im Vergleich zu anderen neuen oder zu den bestehenden Gesundheitstechnologien bietet.
Untersucht werden dabei Kriterien wie Wirksamkeit, Sicherheit und Kosten, jeweils unter Berücksichtigung sozialer, rechtlicher und ethischer Aspekte. Das Ergebnis einer HTA-Studie wird in der Regel als HTA-Bericht veröffentlicht. Dieser soll primär als Entscheidungshilfe bei gesundheitspolitischen Fragestellungen dienen. Dazu gehört unter anderem die Übernahme von Innovationen in den Leistungskatalog der Gesetzlichen Krankenversicherung durch den Gemeinsamen Bundesausschuss (G-BA).

## Historie und Entwicklung
Der Begriff Technology Assessment (Technikfolgenabschätzung) wird zum ersten Mal im Jahr 1965 im US-Kongress erwähnt und umfasst Transportwesen, Verkehr, Energie, Ernährung, Rüstung und Raumfahrt. Immer neue medizinische Entwicklungen bringen die Notwendigkeit mit sich, diese Überlegungen und Analysen auch auf den Gesundheitssektor auszuweiten, insbesondere weil die finanziellen Ressourcen zunehmend begrenzt sind.
Zwischen 1970 und 1980 entstehen erste Konzepte zur Bewertung von Technologien im Gesundheitswesen, vor allem mittels Fallstudien.
Das erste Gremium, das sich konkret mit Technologiebewertungen im Gesundheitswesen auseinandersetzte, war das Office of Technology Assessment (OTA), welches 1972 in den USA gebildet wird. Seine Aufgabe ist die Sammlung von entsprechenden Daten und die Information der Politiker. Ab Mitte der 1980er Jahre führen auch europäische Regierungen derartige nationale Programme ein – zunächst in Schweden (1987) und den Niederlanden (1988), etwas später in Frankreich (1990) und Großbritannien (1991). (Das US Congressional Office for Technology Assessment wurde 1995 von der damaligen US-Regierung geschlossen.)
In den folgenden Jahren findet eine stetige Internationalisierung und Vernetzung der HTA-Einrichtungen statt. 1985 wird die International Society of Technology Assessment in Health Care (ISTAHC) als wichtigstes Forum für HTA-Fragen gegründet. Seit 2003 heißt diese Fachgesellschaft nach einer Neugründung Health Technology Assessment International (HTAi). Das International Network of Agencies for Health Technology Assessment (INAHTA) fördert seit 1993 die internationale Zusammenarbeit und den Informationsaustausch derartiger Einrichtungen. Seitdem erfolgt eine systematische Standardisierung und Weiterentwicklung der Methoden in Anlehnung an internationale Initiativen wie der Cochrane Collaboration oder der GRADE Working Group.
In Deutschland fördert die Politik die HTA-Entwicklung maßgeblich. 1994 wurde das Büro für Technikfolgenabschätzung beim Deutschen Bundestag gegründet. Im Rahmen einer Förderinitiative des Bundesministeriums für Gesundheit wurde 1995 ein HTA-Programm eingerichtet. 2000 übernahm das Deutsche Institut für Dokumentation und Information (DIMDI, dem BMG nachgeordnet) das deutsche HTA-Programm, welches auch im SGB V verankert worden ist. Hierzu wurde die Deutsche Agentur für Health Technology Assessment des DIMDI (DAHTA@DIMDI) gegründet. Als neueste Einrichtung mit Bezug zu HTA erarbeitet das Institut für Qualität und Wirtschaftlichkeit im Gesundheitswesen (IQWiG) seit 2004 Gutachten zu gesundheitspolitischen Problemen und Bewertungen von evidenzbasierten Leitlinien. Das deutsche HTA-Programm ist unter dem Namen ThemenCheck Medizin seit 2015 beim IQWiG angesiedelt. Seit dem Jahr 2000 existiert auch eine deutsche Fachgesellschaft für HTA, der Verein zur Förderung der Technologiebewertung im Gesundheitswesen (Health Technology Assessment) e. V.

## Vorgehen in Deutschland

### Zielsetzung
„Die in einem HTA-Bericht bereitgestellten Informationen über mögliche Auswirkungen von Technologien und Strukturen auf die Gesundheit bzw. Gesundheitsversorgung dienen letztendlich der Optimierung des Gesundheitswesens. Die Informationen über medizinische, ökonomische und andere Aspekte sollen insbesondere gesundheitspolitische Entscheidungen unterstützen und Handlungs- und Entscheidungsbedarf aufzeigen.“

### HTA-Prozesse
An der Durchführung von HTA beteiligen sich verschiedene Interessengruppen aus dem Gesundheitswesen und der Gesundheitspolitik. In Deutschland sind bzw. waren im Wesentlichen zwei Institutionen mit HTA Berichten beschäftigt. Das Deutsche Institut für Medizinische Dokumentation und Information (DIMDI), hier speziell die Deutsche Agentur für Health Technology Assessment (DAHTA@DIMDI), hat bis 2016 umfassende Berichte zu HTA in Auftrag gegeben. Das Institut für Qualität und Wirtschaftlichkeit im Gesundheitswesen (IQWiG) veröffentlicht zum einen im Auftrag des Gemeinsamen Bundesausschusses Gutachten, die einzelne Aspekte von Health Technology Assessment abdecken. Zum anderen hat der Gesetzgeber dem IQWiG 2015 im GKV-Versorgungsstärkungsgesetz (GKV-VSG) die Aufgabe übertragen, ein öffentliches Vorschlagsverfahren für HTA-Themen zu entwickeln, entsprechende HTA-Berichte in Auftrag zu geben und zu veröffentlichen. Dies geschieht seit 2016 unter der Bezeichnung „ThemenCheck Medizin“.

#### Vorgehensweise bei der DAHTA@DIMDI

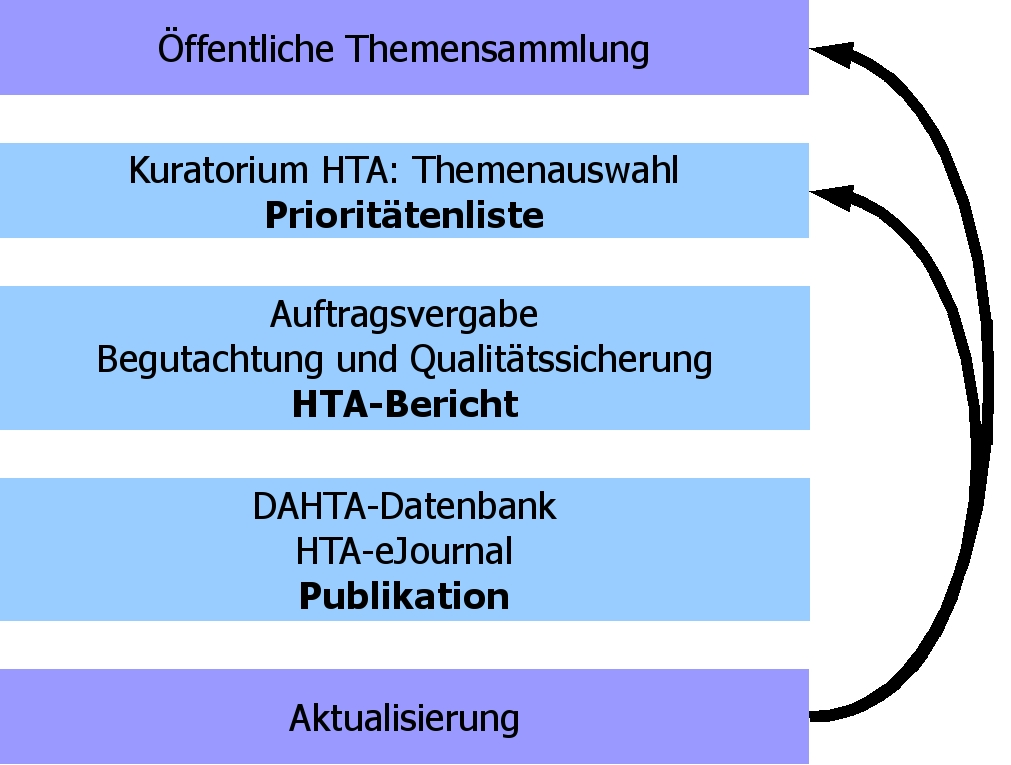
DIMDI Schaubild

„Die DAHTA initiiert, begleitet und publiziert HTA-Berichte in Zusammenarbeit mit der Öffentlichkeit (Themenvorschläge), dem Kuratorium HTA (Themenauswahl) und den Autoren (Themenbearbeitung). Das geschieht in einem transparenten und standardisierten Prozess, der sich eng an international akzeptierte Entwicklungen der HTA-Methodik anlehnt.“
Jeder Interessierte konnte Themen für potenzielle HTA-Berichte bei DAHTA@DIMDI vorschlagen, die in einer dafür vorgesehenen Datenbank abgelegt wurden. Die Themen wurden von verschiedenen Personengruppen wie zum Beispiel Ärzten, Apothekern, Pflegepersonal, Verwaltungspersonal oder auch Patienten eingereicht. Sie stammten aus Bereichen, die die ärztliche Behandlung, Therapie, Rehabilitation, Pflege und weitere Disziplinen aus dem Gesundheitswesen betrafen.
Die gesammelten Vorschläge wurden zweimal jährlich von DAHTA@DIMDI für das Kuratorium HTA (Vertreter aus den Entscheidungsgremien des Gesundheitswesens: G-BA, Kassenärztliche Vereinigungen, Krankenkassen, Versicherungen etc.) aufbereitet und zur Priorisierung vorgeschlagen. Hierzu wurden zuvor sogenannte Machbarkeitsanalysen durchgeführt. Diese bestanden einführend aus einem medizinischen Text, um entsprechendes Hintergrundwissen zu geben; hiernach erfolgte eine Literaturrecherche in den wichtigsten medizinischen Datenbanken nach festgelegten Methoden und mit strenger Dokumentation, um zu sehen, ob es genug Publikationen zu dem Thema gab. Außerdem wurde geprüft, ob die Fragestellung detailliert genug gefasst wurde. Die Themen wurden dann mithilfe der Delphi-Methode priorisiert, einem statistischen Bewertungsverfahren, für das die Mitglieder des Kuratoriums mehrmals schriftlich befragt wurden. Zur endgültigen Festlegung der Themen aus der Datenbank, für die dann tatsächlich ein HTA-Bericht erstellt werden sollte, trafen sie sich persönlich.
Anschließend beauftragte DAHTA@DIMDI qualifizierte Wissenschaftler. Die Erstellung eines HTA-Berichts folgte Standard Operating Procedures (SOP), um eine hohe Qualität, Transparenz und Nachprüfbarkeit der einzelnen Arbeitsschritte zu gewährleisten. Die Wissenschaftler bewerteten die Technologie nach experimenteller Wirksamkeit (englisch efficacy'), Wirksamkeit unter Alltagsbedingungen (englisch effectiveness) und Kosteneffizienz (englisch efficiency) unter Beachtung sozialer, rechtlicher und ethischer Aspekte. Zusätzlich wurden die HTA-Berichte einem internen und externen Peer-Review-Verfahren unterzogen. Die fertiggestellte HTA-Berichte stehen kostenfrei zur Verfügung. Nach Abschluss eines HTA-Berichts konnte auf Antrag jederzeit ein Update erfolgen.
Das DIMDI wurde 2020 in das BfArM integriert.

#### Vorgehensweise beim IQWiG

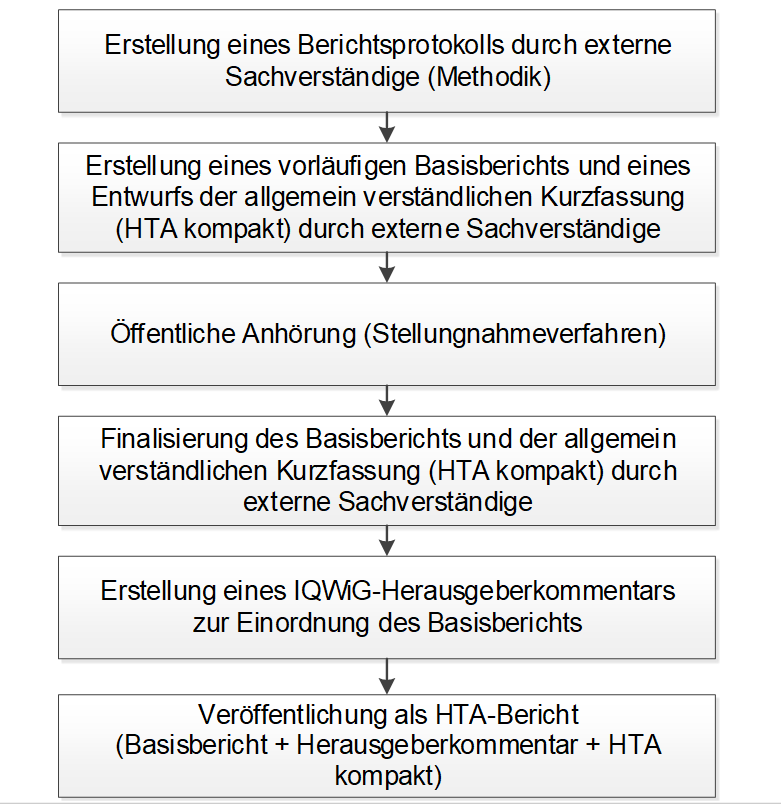
Ablauf „ThemenCheck Medizin“ beim IQWiG

Seit 2004 führt das IQWiG im Auftrag des G-BA, gelegentlich auch des Bundesministeriums für Gesundheit, Nutzenbewertungen durch. Je nach gesetzlicher Grundlage, Fragestellung, Erarbeitungsdauer und Umfang unterscheidet man sogenannte Berichte, Rapid Reports, Dossierbewertungen, Kosten-Nutzen-Bewertungen, Potenzialbewertungen usw. Diese Berichte decken grundlegende Aspekte von Health Technology Assessment ab (im Wesentlichen medizinischer Nutzen und Schaden auf Patientenebene), sind aber keine sogenannten Full-HTA und werden im Folgenden nicht näher dargestellt.
Seit 2016 ist das Nachfolgeprojekt von DAHTA@DIMDI mit neuer Ausrichtung unter der Bezeichnung „ThemenCheck Medizin“ beim IQWiG angesiedelt. Die gesetzliche Grundlage ist § 139b SGB V Absatz 5, in dem 2015 im Zuge des GKV-Versorgungsstärkungsgesetzes festgeschrieben wurde: „Versicherte und sonstige interessierte Einzelpersonen können beim Institut Bewertungen […] zu medizinischen Verfahren und Technologien vorschlagen. Das Institut soll die für die Versorgung von Patientinnen und Patienten besonders bedeutsamen Vorschläge auswählen und bearbeiten.“
Aufgrund der Kritik an der Praxisferne bzw. geringen Wirkmächtigkeit früherer HTA-Prozesse wurde das Verfahren so gestaltet, dass nicht nur Fachleute in der Lage sind, Themenvorschläge einzureichen. Der ThemenCheck Medizin richtet sich ausdrücklich an alle Bürger. Sie können über ein Vorschlagsformular im Internet Fragen zu verschiedenen Aspekten der Gesundheitsversorgung formulieren – etwa zu Vorsorge- oder Rehabilitationsmaßnahmen, Früherkennung, Diagnostik oder medizinische Behandlungen. Das Institut konkretisiert die Frage anschließend in Rücksprache mit dem Vorschlagenden so weit, dass sie mit einem HTA-Bericht zu beantworten ist.
Alle Themen, zu denen sich eine wissenschaftliche Fragestellung formulieren lässt, werden in die öffentliche Themenliste aufgenommen. Ausgenommen hat der Gesetzgeber Fragen zum Nutzen von Arzneimitteln, für die es andere Bewertungsverfahren gibt, etwa die frühe Nutzenbewertung.
Die jährliche Auswahl der Themen für die HTA-Berichte erfolgt in zwei Stufen. Zunächst benennt ein Auswahlbeirat, in dem sowohl die Bürger- und Patientensicht als auch die wissenschaftliche Perspektive vertreten sind, aus allen bis zu einem Stichtag vorgeschlagenen Themen maximal 15, die aus seiner Sicht für die Erstellung eines HTA-Berichts geeignet sind. Anschließend diskutiert der sogenannte erweiterte Fachbeirat, in dem neben dem BMG die Organisationen vertreten sind, die den Stiftungsrat der Stiftung für Qualität und Wirtschaftlichkeit bilden, diese Vorauswahl. Das IQWiG wählt schließlich bis zu fünf der Themen aus.
Anders als die Bewertungen des IQWiG werden die Berichte nicht im Institut verfasst. Es beauftragt vielmehr nach einer öffentlichen Ausschreibung externe Wissenschaftlerteams als Autoren, organisiert ein Stellungnahmeverfahren, tritt als Herausgeber auf und verfasst einen Kommentar zum fertigen sogenannten Basisbericht. Um die methodische Qualität sicherzustellen, orientieren sich die Autoren an der Methodik des IQWiG
Die HTA-Berichte des ThemenCheck Medizin behandeln neben einer Bewertung des Nutzens auch gesundheitsökonomische, ethische, soziale, rechtliche und organisatorische Aspekte der zu untersuchenden Technologie.
Zunächst legen die Autoren in einem Berichtsprotokoll die methodische Vorgehensweise fest. Anschließend wird nach relevanten Informationen gesucht, und die vorläufigen Ergebnisse werden in einem sogenannten vorläufigen Basisbericht festgehalten, der in ein öffentliches Stellungnahmeverfahren geht. Unter Berücksichtigung der dabei vorgebrachten Argumente schreiben die Autoren den finalen Basisbericht. Dieser bildet zusammen mit einem Herausgeberkommentar, in dem das IQWiG die Arbeitsergebnisse aus seiner Sicht einordnet, den HTA-Bericht. Darüber hinaus wird eine allgemein verständliche Version („HTA kompakt“) erstellt.
Alle Dokumente werden auf der Website des ThemenCheck Medizin veröffentlicht und an Gremien und Institutionen des Gesundheitssystems versendet.

## Bedeutung und Nutzen von HTA

### Gesundheitspolitik
Das Ziel der Politik war es beim Aufbau einer HTA-Berichtsdatenbank eine wissenschaftliche Grundlage für politische und gesetzliche Entscheidungen zu liefern. Abhängig vom zeitlichen Rahmen können bestimmte HTA Berichte zunächst in Auftrag gegeben werden, um dann als Entscheidungsgrundlage zu dienen. Aufgrund des langwierigen Erstellungsprozesses wird es schwierig HTA-Berichte zur Verfügung zu stellen, wenn die politische Entscheidung in einem engen zeitlichen Rahmen getroffen werden muss. Es sei denn, ein entsprechender Bericht ist bereits in der Datenbank verfügbar.
In Dänemark, wo bereits längere Zeit HTA-Berichte durchgeführt werden, wurde in einer öffentlichen Sitzung des Gesundheitsausschusses des Parlaments die Bedeutung, der Nutzen und der mögliche Missbrauch von HTA diskutiert. Daraus ließen sich einige Eindrücke gewinnen: HTA kann als ein brauchbares Mittel zur Prioritätensetzung gesehen werden, man kann aber nicht bei jeder Fragestellung eine eindeutige Antwort erwarten. Darüber hinaus forderten Politiker teilweise trotzdem noch zusätzliche und objektive Beratung.

#### Relevante Gesetze in Deutschland
GKV-Gesundheitsreformgesetz 2000 – Art. 19: Gesetz über ein Informationssystem zur Bewertung medizinischer Technologien
Dieser Artikel überträgt „dem Deutschen Institut für Medizinische Dokumentation und Information (DIMDI) in Köln die Errichtung und den Betrieb eines datenbankgestützten Informationssystems für die Bewertung der Wirksamkeit und der Effektivität sowie der Kosten medizinischer Verfahren und Technologien“.
§ 35a SGB V – Bewertung des Nutzens von Arzneimitteln mit neuen Wirkstoffen
§ 35b SGB V – Bewertung des Nutzens und der Kosten von Arzneimitteln
Dieser Artikel befasst sich mit der Beauftragung des IQWiG, Medikamente nach Nutzen und Kosten-Nutzen-Verhältnis zu beurteilen und somit G-BA eine Empfehlung zu liefern.
§ 135 SGB V - Bewertung von Untersuchungs- und Behandlungsmethoden (ambulant)
§ 137c SGB V – Bewertung von Untersuchungs- und Behandlungsmethoden im Krankenhaus
Dieser Artikel ermöglicht es Untersuchungs- und Behandlungsmethoden im Krankenhaus vom G-BA unter dem Gesichtspunkt bewerten zu lassen, ob für eine ausreichende, zweckmäßige und wirtschaftliche Versorgung der Versicherten diese Methode notwendig ist. Ist dies nicht der Fall, kann eine entsprechende Richtlinie erlassen werden, sodass die Krankenkassen diese Methode nicht mehr finanzieren müssen.
§ 139a SGB V – Institut für Qualität und Wirtschaftlichkeit im Gesundheitswesen
Dieser Artikel beschreibt die Gründung und die Aufgaben des Instituts für Qualität und Wirtschaftlichkeit im Gesundheitswesen.
§ 139b SGB V – Aufgabendurchführung
Es werden die grundsätzlichen Schritte einer Aufgabendurchführung, von der Vergabe bis zum Ergebnis, beschrieben.
§ 56a Geschäftsordnung Bundestag – Technikfolgenanalyse
Beschreibt das Recht des Ausschusses für Forschung, Technologie und Technikfolgenabschätzung eine Technikfolgeanalyse in Auftrag zu geben.

### Leistungserbringer
HTA kann den Leistungserbringern ähnlich wie der Gesundheitspolitik als eine Art Entscheidungsunterstützung oder Hilfe zur Entwicklung von Vorgehensweisen bei der Behandlung von Patienten dienen. Allerdings werden HTA Berichte häufig unter ökonomischen Aspekten erstellt. Folge kann unter Umständen die Streichung einer „Technologie“ aus dem Leistungskatalog der Krankenkassen sein. Dies schränkt die Bandbreite der Behandlungsmethoden für den Leistungserbringer ein. Da jeder Patient ein Individuum ist, gibt es durchaus Fälle, die auf Behandlungen positiv reagieren, obwohl diese als nicht wirkungsvoll und nicht kosteneffizient eingestuft sind. HTA (und auch EBM) führen zu einer besseren Planbarkeit und Kostenabschätzung, abstrahieren aber von einzelnen Individuen. Die Leistungserbringer werden zunehmend zu Bearbeitern von Checklisten.

## International
In den vergangenen zwei Dekaden waren die meisten industrialisierten Länder zunehmend über die rasche
technologische Entwicklung und die Eskalation der Kosten für die Bereitstellung von Dienstleistungen im Gesundheitsbereich besorgt. Diese Tatsache führte auch zu steigendem Interesse an der Anwendung des HTA-Verfahrens für die Beurteilung der medizinischen Technologien. Heutzutage werden HTA-Berichte beinahe in allen industrialisierten Ländern verfasst und zum oben genannten Zweck benutzt. Der Einfluss dieser Berichte auf die politischen Entscheidungen im Gesundheitswesen ist von Land zu Land unterschiedlich, dennoch wurde die Notwendigkeit dieses Vorgehens überall erkannt.
Von den G-7-Staaten scheinen Kanada, Vereinigtes Königreich und Frankreich diejenigen Länder zu sein, in denen die Erstellung der HTA-Berichte am besten organisiert ist. Im Vereinigten Königreich ist eine große Anzahl an HTA-Agenturen vorhanden, die den Entscheidungsträgern bzw. dem medizinischen Personal zu Rate stehen. In Frankreich ist die HTA-Agentur-Landschaft eher homogen. Die wenigen für HTA verantwortlichen Institutionen scheinen aber einen großen Einfluss auf die politische Entscheidungen zu haben.

### EUnetHTA
Seit 2006 koordiniert das EU-Projekt EUnetHTA (European network for Health Technology Assessment) den HTA-Prozess in 27 europäischen Ländern. Das Ziel dieser Einrichtung ist die Vernetzung von regionalen und nationalen HTA Institutionen, Forschungseinrichtungen und Gesundheitsministerien, um einen effektiven Austausch von Informationen und Unterstützung zu erleichtern.

### HTA in Großbritannien
Ziel des HTA Programms des National Institute for Health Research UK (NIHR) ist es, unabhängige Studien über die Wirksamkeit von verschiedenen Behandlungen im Gesundheitswesen zu entwickeln. Jedes Jahr werden ca. 50 neue Studien in renommierten Fachzeitschriften veröffentlicht.
Neue Themen für das HTA Programm werden folgendermaßen identifiziert bzw. vorgeschlagen:
- Externe Institute und Organisationen, die nicht direkt mit dem NIHR zusammenarbeiten, können Themenvorschläge einreichen. Es existieren diesbezüglich „arrangements“.
- Jeder Bürger kann über einen „open channel“ im Internet Themen vorschlagen.
- Vorschläge der „National Specialist Commissioning Advisory Group“, „National Service Frameworks“ und dem „National Institute for Health“ sowie „Clinical Excellence“.

Dreimal jährlich werden die Themen durch einen Ausschuss bewertet. Er kann hierbei weitere Experten zu Rate ziehen. Das Ergebnis ist ein „panel paper“, einem Plan der weiteren Vorgehensweise. Eine Liste dieser Berichte ist über die Homepage des NIHR abrufbar.
Entsprechend der „panel papers“ werden Forschungsprojekte durch folgende Ausschüsse eingeleitet:
- Das HTA Commissioning Board (HTACB)
- Das HTA Clinical Trials Assessment Board (HTACTAB)
- HTA Assessment Boards für spezifische Themengebiete
- Das NIHR Methodology Panel[16]

### HTA in Frankreich
Um die Qualität im Gesundheitswesen zu erhöhen, wurden in Frankreich seit 1990 eine Reihe von verschiedenen Institutionen gegründet, die zwar dem Gesundheitsministerium Berichte ablegen müssen, aber für ihre Kunden selbst verantwortlich sind.
Die wichtigste Institution ist HAS, Haute Autorité de Santé, welche aus ANAES (Agence Nationale d’Accreditation et d' Evaluation en Santé) entstanden ist. Es handelt sich hierbei nicht um eine staatliche Behörde, sondern um eine unabhängige öffentliche Institution mit Finanzhoheit.
Ziel dieser Behörde ist die Optimierung von Qualität und Sicherheit durch Evaluierung im Bereich von klinischer Praxis und Bevölkerungsgesundheit. Zu diesem Zweck wird auch auf das Instrument der HTA Berichte zurückgegriffen.
Des Weiteren werden HTA Berichte auch vom Institut National de la Santé veröffentlicht.
Auf der Seite der privaten Institutionen gibt es die folgenden: Comité d’Évaluation et de Diffusion des Innovations Technologiques (CEDIT) der Krankenhäuser in Paris, Société Française pour l’Évaluation des Soins et des Technologies Médicales (SOFESTEC).
Im Rahmen der Zusammenarbeit im Datenbank-Bereich mit Deutschland stellt INSERM – Institut nationale de la Santé et de la Recherche médicale- dem DIMDI die französische Übersetzung des MeSH zur Verfügung.

### HTA in Österreich
Aufbauend auf den Vorarbeiten einer HTA-Arbeitsgruppe am Institut für Technikfolgen-Abschätzung der Österreichischen Akademie der Wissenschaften in Wien wurde im April 2006 das Ludwig Boltzmann Institut für Health Technology Assessment (LBI-HTA) gegründet. Das LBI-HTA hat sich als unabhängige Instanz der wissenschaftlichen Entscheidungsunterstützung im österreichischen Gesundheitswesen etabliert. 2020 wurde das Austrian Institute for Health Technology Assessment AIHTA gegründet mit Sitz in Wien, welches das LBI-HTA ablöste.

### HTA in Kanada
Die Canadian Agency for Drugs and Technologies in Health (CADTH), früher die Canadian Coordinating Office for Health Technology Assessment (CCOHTA), und das Institute of Health Economics (IHE) sind die nationalen HTA-Agenturen in Kanada. Darüber hinaus existieren seit den späten 1980er Jahren mehrere HTA-Einrichtungen in den Provinzen (zum Beispiel: AETMIS – Agence d’Évaluation des Technologies et des Modes d’Intervention en Santé, MAS – Medical Advisory Secretariat) und in einzelnen Instituten (Krankenhäuser, Universitäten) des ganzen Landes. Diese Agenturen haben durch ihre regionale Beschränkung oft nur Einfluss auf die politischen Entscheidungsträger der jeweiligen Provinz oder des Institutes.
Die Themen der Berichte werden von verschiedenen Personengruppen vorgeschlagen. Zum einen von den Vertretern des kanadischen Gesundheitsministerium in den Agenturen, zum anderen von politischen Entscheidungsträgern oder von der Öffentlichkeit.

### HTA in den USA
In den USA wird die Durchführung von Health Technology Assessments im Rahmen des Gesundheitswesens durch das „United States Department of Health and Human Services“ betreut.
Entsprungen ist das Technology Assessment im Gesundheitswesen durch die Einführung des im Kongress eingeführten Office of Technology Assessment.
In den USA werden HTA-Berichte von einer Vielzahl von Organisationen durchgeführt. Zu diesen gehören unter anderem die Aufsichtsbehörden der einzelnen Bundesstaaten, Auftraggeber aus Regierung und Privatwirtschaft, Krankenhausverbünde und Netzwerke im Gesundheitswesen, akademische Gesundheitszentren u. v. m.
Maßgeblich beteiligt an der Initiierung von HTA-Untersuchung sind die folgenden Institute der amerikanischen Gesundheitsbehörde „United States Department of Health and Human Services“:
- AHRQ Agency for Healthcare Research and Quality
- CMS Centers for Medicare & Medicaid Services
- NIH National Institutes of Health (The Nations Medical Research Agency)

Detaillierte Informationen über die Belange des HTA in den USA sind auf der dem NIH unterstellten
- National Library of Medicine bzw. dem
- National Information Center on Health Service Research and Health Care Technology (NICHSR)[26] zu entnehmen.

## Kritik und Grenzen

### HTA ist als Steuerungsinstrument zu langsam, zu teuer und nicht zielorientiert.
HTA dauert zu lange, und es werden meistens nur Technologien bewertet, die schon eingesetzt werden. Zukünftige Technologien werden nicht bewertet. Hier kommt es jedoch schon zu einem Umbruch und es werden so genannte Kurz-HTA-Berichte angefertigt, welche neue Technologien bewerten. Es gibt auch Überlegungen, HTA in die Entwicklung von Innovationen zu integrieren, um so frühzeitig deren Potential abschätzen zu können.

### Studien als Grundlage für HTA
Die gewonnenen Ergebnisse stammen meist aus Studien mit ausgesuchter Patientenklientel und werden unter standardisierten klinischen Bedingungen durchgeführt, wodurch eine Verallgemeinerung der Ergebnisse nicht immer möglich ist, da die Alltagssituation sowie der Versorgungskontext unzureichend abgebildet und berücksichtigt werden. Generell ist der Erkenntnisgewinn aus Studien abhängig vom Untersuchungsgegenstand wie zum Beispiel der wissenschaftlichen Fragestellung und der Qualität des Studiendesigns. Ein weiterer Punkt ist, dass die durchgeführten Studien in der Regel nicht zum Zweck des HTA durchgeführt werden, sondern einen allgemeinen wissenschaftlichen Erkenntnisgewinn anstreben oder das Nutzen-Risiko Verhältnis für die Zulassung abschätzen sollen. Aus diesem Grund ist es nicht immer einfach, die Ergebnisse für HTA einzusetzen.

### Evidenz ist nicht gleichmäßig verteilt (Orphan diseases).
HTA-Berichte entstehen unter anderem auch aus Forschungsberichten, diese wiederum in verschiedenen Bereichen wie der Krebsforschung, Diabetesforschung usw. Da in manchen Forschungsgebieten, wie zum Beispiel bei Malaria und Gelbfieber, wenig Forschungsaufwand betrieben wird, gibt es dort nur wenige Technologiebewertungen, so dass keine HTA-Berichte angefertigt werden können.

### Kein Standard für HTA-Organisationen
Jede Organisation kann HTA-Berichte nach ihren eigenen Kriterien anfertigen und veröffentlichen. Dadurch können unterschiedliche Organisationen bei einem Thema zu völlig unterschiedlichen Ergebnissen kommen.

### Sozialer und ethischer Aspekt von HTA
In der Praxis dominiert oft die medizinische und ökonomische Bewertung von Arzneimitteln und nicht-medikamentösen Diagnose- und Therapiemethoden. Soziale und ethische Aspekte, aber auch die Wirksamkeit unter Alltagsbedingungen werden häufig außer Acht gelassen. Das liegt allerdings auch daran, dass vielfach zum Zeitpunkt der Zulassung bzw. Einführung einer Technologie eine Bewertung durch Health Technology Assessment aufgrund der Datenlage schwierig ist. Zu diesem Zeitpunkt liegen häufig nur Daten zur Efficacy, also zur Wirksamkeit unter Studienbedingungen, vor.